# 缪子g-2

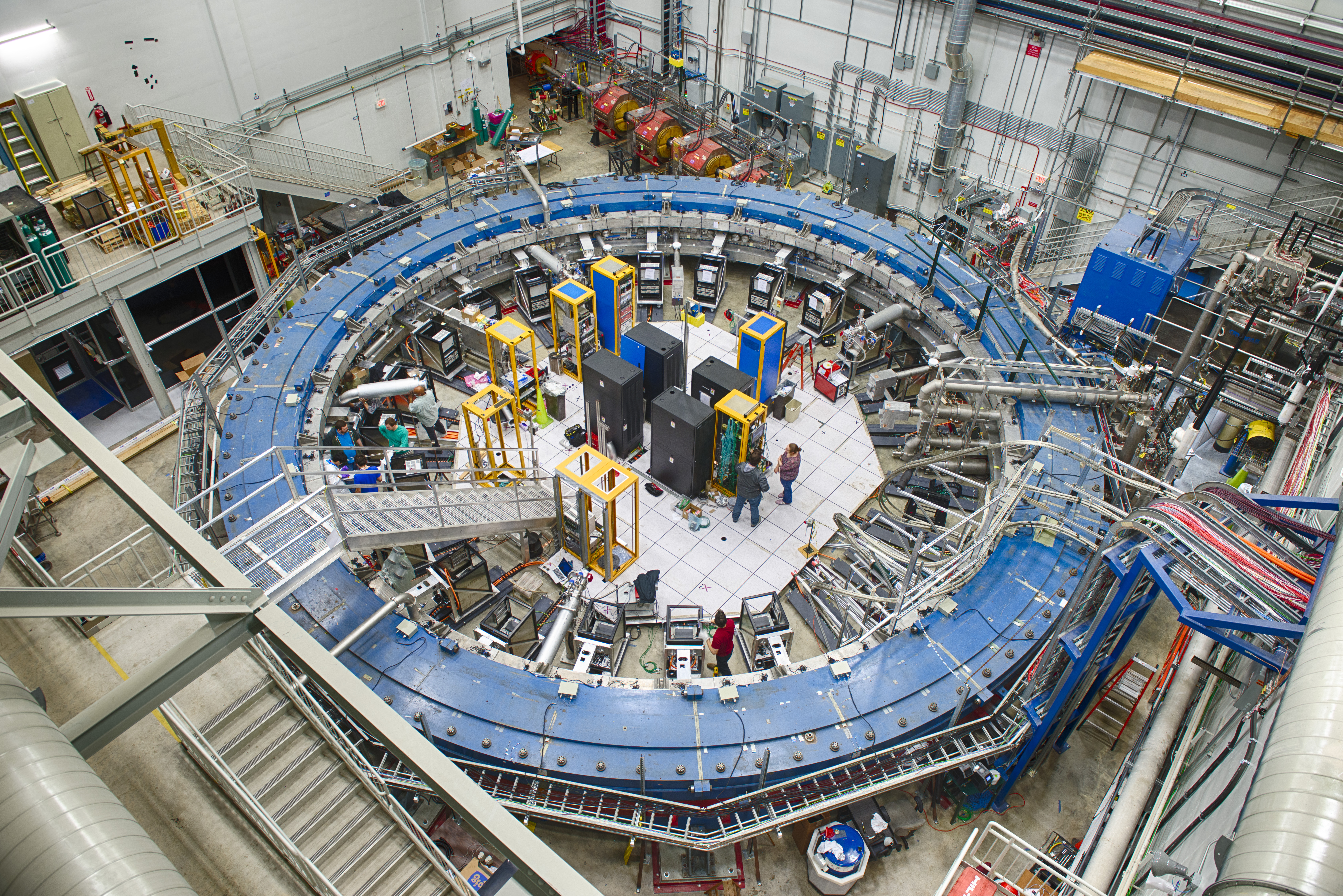

缪子g-2（Muon g-2）是费米国立加速器实验室的一项粒子物理实验，該實驗的目的是测量μ子的異常磁矩，實驗精度达到0.14ppm，該實驗也是标准模型的一次敏感度测试。實驗还可能提供全新粒子存在的证据。

## 初步结果
2021年4月7日费米实验室发布了该实验的初步结果；测得μ子的反常磁矩为：
{\displaystyle a_{\mu }(\mathrm {FNAL} )=116592040(54)\times 10^{-11}}
该值与依据标准模型计算得出的理论值相差3.3个标准差，且与早前布鲁克海文国家实验室E821实验测出的μ子反常磁矩一致。结合两次实验数据得出的μ子反常磁矩实验值为：
{\displaystyle a_{\mu }(\mathrm {Exp} )=116592061(41)\times 10^{-11}}
与上述理论值相差4.2个标准差。

## 外部鏈接
- . 巴塔維亞: 费米国立加速器实验室.   [2021-03-15]. （原始内容存档于2015-12-09）.